# Стокгольмська юнацька водна премія
Міжнародна Стокгольмська юнацька водна премія — конкурс, який заохочує інтерес молоді до питань води та навколишнього середовища. Починаючи з 1995 року, нагорода присуджується щорічно за видатний водний проєєкт молодою людиною або невеликою групою молодих людей на церемонії, яка проводиться під час Всесвітнього тижня води в Стокгольмі. Перші два роки конкурс проводився на національному рівні у Швеції. З 1997 року змагання проводяться в сучасному міжнародному форматі. Лауреат міжнародної Стокгольмської юнацької премії отримує стипендію в розмірі 15 000 доларів США та скульптуру з синього кришталю.
Фіналісти Міжнародного Стокгольмського юнацького водного призу є переможцями своїх національних конкурсів, набравши понад 10 000 заявок із понад 30 країн. У національному та міжнародному конкурсах можуть брати участь молоді люди доуніверситетського віку віком 15–20 років, які виконували проєєкти, пов'язані з водою, на теми екологічної, наукової, соціальної чи технологічної важливості. Національні змагання допомогли студентам у всьому світі стати активнішими у питаннях води.

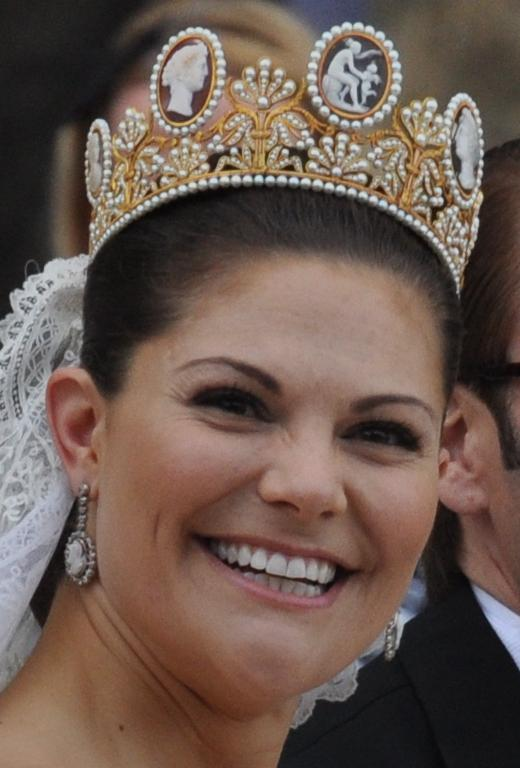
Патронеса Стокгольмської юнацької водної премії Кронпринцеса Швеції Вікторія

Патронесою Стокгольмської юнацької водної премії є Кронпринцеса Швеції Вікторія. Стокгольмською юнацькою водною премією розпоряджається Стокгольмський міжнародний інститут водних ресурсів.

## Переможці[3]
У 2019 році Макінлі Батсон, Австралія, виграв Стокгольмську юнацьку водну премію за розробку нової, інноваційної ультрафіолетової наклейки для точного вимірювання високого ультрафіолетового випромінювання для сонячної дезінфекції води.
У 2018 році Калеб Ліоу Цзя Ле та Джонні Сяо Гонґ Юй із Сінгапуру виграли Стокгольмську юнацьку водну премію за виробництво відновленого оксиду графену з сільськогосподарських відходів, матеріалу, який можна використовувати для очищення води.
У 2017 році Рейчел Чанг і Райан Торп зі Сполучених Штатів отримали Стокгольмську юнацьку водну премію за створення нового підходу для швидкого й чутливого виявлення та очищення води, зараженої кишковою паличкою, шигелою, холерою та сальмонелою.
У 2016 році Суріпорн Тріфетпрапа, Тідарат Піанчат і Канджана Комкла, Сінгапур, виграли Стокгольмську юнацьку водну премію за свій пристрій для утримування води, який імітує утримування води бромелієвими рослинами.
У 2015 році Перрі Алагаппан, Сполучені Штати, виграв Стокгольмську юнацьку водну премію за винахід методу, який використовує нанотехнології для видалення електронних відходів із води, продукту його дослідницьких експериментів за підтримки членів лабораторії Баррона Університету Райса, Г'юстон, Техас.
У 2014 році Гейлі Тодеско, Канада, виграла Стокгольмську юнацьку водну премію за винахід методу, який використовує піщані фільтри для очищення забрудненої нафтою води та відновлення води для повторного використання.
У 2013 році Наомі Естей і Омайра Торо з Чилі отримали Стокгольмську юнацьку водну премію за роботу про те, як живі організми можуть допомогти очищати розливи нафти за надзвичайно низьких температур.
У 2012 році Луїджі Маршалл Чам, Джун Йонґ Ніколас Лім і Тіан Тінґ Керрі-Енн Нґ із Сінгапуру виграли Стокгольмську юнацьку водну премію за дослідження того, як глину можна використовувати в недорогий метод для видалення та відновлення забруднюючих речовин зі стічних вод.
У 2011 році Елісон Бік зі Сполучених Штатів отримала Стокгольмську юнацьку водну премію за розробку недорогого портативного методу перевірки якості води за допомогою мобільного телефону.
У 2010 році Александр Аллард і Денні Луонґ, Канада, виграли Стокгольмську юнацьку водну премію за дослідження легкодоступних бактерій, здатних розкладати полістирол і знезаражувати воду, забруднену полістиролом.
У 2009 році Черен Бурчак Даґ, Туреччина, виграв Стокгольмську юнацьку водну премію за розробку високотехнологічного рішення, яке використовувало PVDF, розумний матеріал з п'єзоелектричними властивостями, для перетворення кінетичної енергії крапель дощу в електричну.
У 2008 році Джойс Чай, Сполучені Штати, виграла Стокгольмську юнацьку водну премію за розробку нової методики кількісного визначення потенційної токсичності наночастинок срібла для світових джерел води та навколишнього середовища, і таким чином відкинула твердження, що споживчі продукти, які містять наносрібло є більш надійним і менш шкідливим для навколишнього середовища, ніж альтернативи.
У 2007 році Адріана Алькантара Руїс, Далія Ґрасіела Діас Ґомес і Карлос Ернандес Мехія, Мексика, виграли Стокгольмську юнацьку водну премію за свій проєкт щодо видалення з води свинцю шляхом біоадсорбції за допомогою яєчної шкаралупи.
У 2006 році Ван Гао, Сяо І та Вен Джі (КНР) виграли Стокгольмську юнацьку водну премію за оригінальність, винахідливість і наполегливість у використанні недорогих, екологічно чистих технологій для відновлення забрудненого міського річкового русла.
У 2005 році Понтсо Молецане, Мотебеле Мошоді і Сечаба Рамабеняне, Південна Африка, виграли Стокгольмську юнацьку водну премію за їх революційне рішення мінімізувати потребу у воді для маломасштабного зрошення. Вони розробили слабкострумовий електричний датчик вологості ґрунту, який використовує виявлення світла для керування клапанами водопровідних труб і підвищення ефективності зрошення.
У 2004 році Цутому Кавахіра, Дайсуке Сунакава та Каорі Ямагуті, Японія, виграли Стокгольмську юнацьку водну премію за розробку та застосування екологічно чистого органічного добрива для острова Міяко. Метод застосовний у багатьох куточках світу.
У 2003 році Клер Рейд, Південно-Африканська Республіка, виграла Стокгольмську юнацьку водну премію за інноваційну, практичну та легко застосовувану техніку посіву та успішного пророщування насіння в районах з дефіцитом води для покращення умов життя в сільській місцевості та приміських районах.
У 2002 році Кетрін Холт, Сполучені Штати, отримала Стокгольмську юнацьку водну премію за дослідження, у якому розглядалося, як можна інтродукувати чужорідні види, щоб принести користь Чесапіку, одночасно зберігаючи місцеві види устриць затоки та досягаючи національних екологічних цілей.
У 2001 році Маґнус Ізаксон, Йоган Нільвебрант і Расмус Оман, Швеція, виграли Стокгольмську юнацьку водну премію за їх інноваційне та релевантне дослідження використання природних матеріалів для видалення металів із фільтрату зі звалищ.
У 2000 році Ешлі Малрой, Сполучені Штати, виграв Стокгольмську юнацьку водну премію за сучасний проєкт, який досліджував, як неефективні процеси очищення стічних вод можуть призвести не лише до забруднення американських водних шляхів антибіотиками, але й до прогресуючої резистентності шкідливих бактерій до тих самих антибіотиків, що колись ними керували.
У 1999 році Роза Лозано, Елізабет Позо та Росіо Руїс, Іспанія, виграли Стокгольмську юнацьку водну премію за інноваційний проєкт, у якому використовувалися морські їжаки, морські зірки та морські огірки для вимірювання ефективності програми захисту пляжів ЄС на західному середземноморському узбережжі Іспанії.
У 1998 році Роберт Франке (Німеччина) отримав Стокгольмську юнацьку водну премію за проєєкт Aquakat, проточного реактора на сонячній енергії для очищення промислових стічних вод.
У 1997 році Стівен Тіннін, Сполучені Штати, виграв першу міжнародну Стокгольмську юнацьку водну премію за дослідження кореляції між швидкістю розмноження морських їжаків і забрудненням води.
У 1996 році Марія Бергстрьом, Катаріна Еванс, Анетт Ґустафссон та Елін Сіурін, Швеція, виграли Стокгольмську юнацьку водну премію за їхній проєкт, який пропонував створити водно-болотну зону для зменшення відтоку поживних речовин у Балтійське море, а також створити рекреаційну зону парку для розваг громадян у муніципалітеті Нічепінґ.
У 1995 році Маттіас Вігберг, Швеція, виграв першу Стокгольмську юнацьку водну премію за дослідження надмірного внесення добрив та його впливу на озеро Кварнсйон у муніципалітеті Седертельє, а також за запропоновані ним дії щодо пом'якшення виявлених проблем. Місцева влада взялася за його дослідження.